# South Williamsport
South Williamsport é um distrito localizado no estado norte-americano de Pensilvânia, no Condado de Lycoming.

## Demografia
Segundo o censo norte-americano de 2000, a sua população era de 6412 habitantes.
Em 2006, foi estimada uma população de 6102, um decréscimo de 310 (-4.8%).

## Geografia
De acordo com o United States Census Bureau tem uma área de
5,5 km², dos quais 4,9 km² cobertos por terra e 0,6 km² cobertos por água.

## Localidades na vizinhança
O diagrama seguinte representa as localidades num raio de 12 km ao redor de South Williamsport.